# Marinus Wes
Marinus Antony Wes (Lochem, 13 januari 1939 - Groningen, 1 oktober 2008) was een Nederlands classicus en oudhistoricus.
Wes groeide op in Lochem. Hij doorliep de HBS in Zutphen en deed daarna staatsexamen Gymnasium. Vervolgens studeerde hij klassieke talen aan de Universiteit Leiden. Daar promoveerde hij, bij Wim den Boer in 1967 op een proefschrift dat handelde over het einde van het Romeinse Rijk. Vervolgens werd hij lector in de Oude Geschiedenis aan dezelfde universiteit. In 1975 werd hij benoemd tot hoogleraar in de Oude Geschiedenis aan de Rijksuniversiteit Groningen, als opvolger van Elizabeth Visser. Dat zou hij tot zijn emeritaat in 2004 blijven.
Wes publiceerde veel over het Nachleben van de klassieke oudheid. Zo publiceerde hij een lijvig boek over de receptie van de klassieke oudheid in Rusland. Ook schreef hij een biografische studie over de Russische, naar de Verenigde Staten uitgeweken oudhistoricus Michael Rostovtzeff. Daarnaast liet hij verschillende vertalingen van klassieke teksten het licht zien. Daarvan is zijn vertaling van het complete oeuvre van Flavius Josephus het bekendst.